# Jean-Paul-François de Noailles
Jean-Paul-François de Noailles (Paris, 26 de outubro de 1739 – Paris, 20 de outubro de 1824), filho de Louis de Noailles, foi, para além do quinto Duque de Nouailles e de um distinto membro do exército, um intelectual e cientista de excelência, tendo mesmo sido admitido, em 1777, na Académie des Sciences.
Em 1766 foi nomeado Duque d'Ayen, devido à morte do seu avô, recebendo anos mais tarde, em 1793, o título de Duque de Noailles, após a morte do seu pai.
Um ano antes, emigrou para a Suíça, devido à atribulada revolução que se fazia explodir nas ruas parisienses, onde permaneceu até à Restauração supostamente em 1814, ano em que, certas fontes, o referem como devolta a Paris.
A sua primeira mulher, Anne-Louise-Henriette d'Aguessau, teve oito filhos, dos quais somente cinco sobreviveram até à idade adulta, incluindo Marie-Adrienne-Françoise, esposa de Gilbert Du Motier, Marquês de La Fayette.
Foi sucedido por um sobrinho-neto seu.